# میلیسنت مارتین
میلیسنت مارتین (انگلیسی: Millicent Martin؛ ‏ ۸ ژوئن ۱۹۳۴) خواننده و بازیگر اهل بریتانیا است. وی از سال ۱۹۵۴ میلادی تاکنون مشغول فعالیت بوده‌است.
از فیلم‌ها یا برنامه‌های تلویزیونی که وی در آن نقش داشته‌است می‌توان به دختری در قایق، الفی، مردان پرابهت در طیاره‌های پرسرعت، روزهای زندگی ما، فریژر، نمایش درو کری، جوناس، چاک، جذابان کلیولند، کسل، خانواده امروزی، استخوان‌ها، دو دختر ورشکسته، گریس و فرانکی، کد سیاه، تهمت اشاره کرد.